# Menkheperre
Menkheperre (Mn ḫpr Rˁ, "Amb una forma permanent, un Ra") va ser un príncep egipci de la XXI Dinastia. Era fill del faraó Pinedjem I i de la seva dona Duathathor-Henuttaui (filla de Ramsès XI i de Tentamon). Va ocupar el càrrec de Summe Sacerdot d'Amon a Tebes des del 1045 aC fins al 992 aC i va ser governant de facto del sud del país.

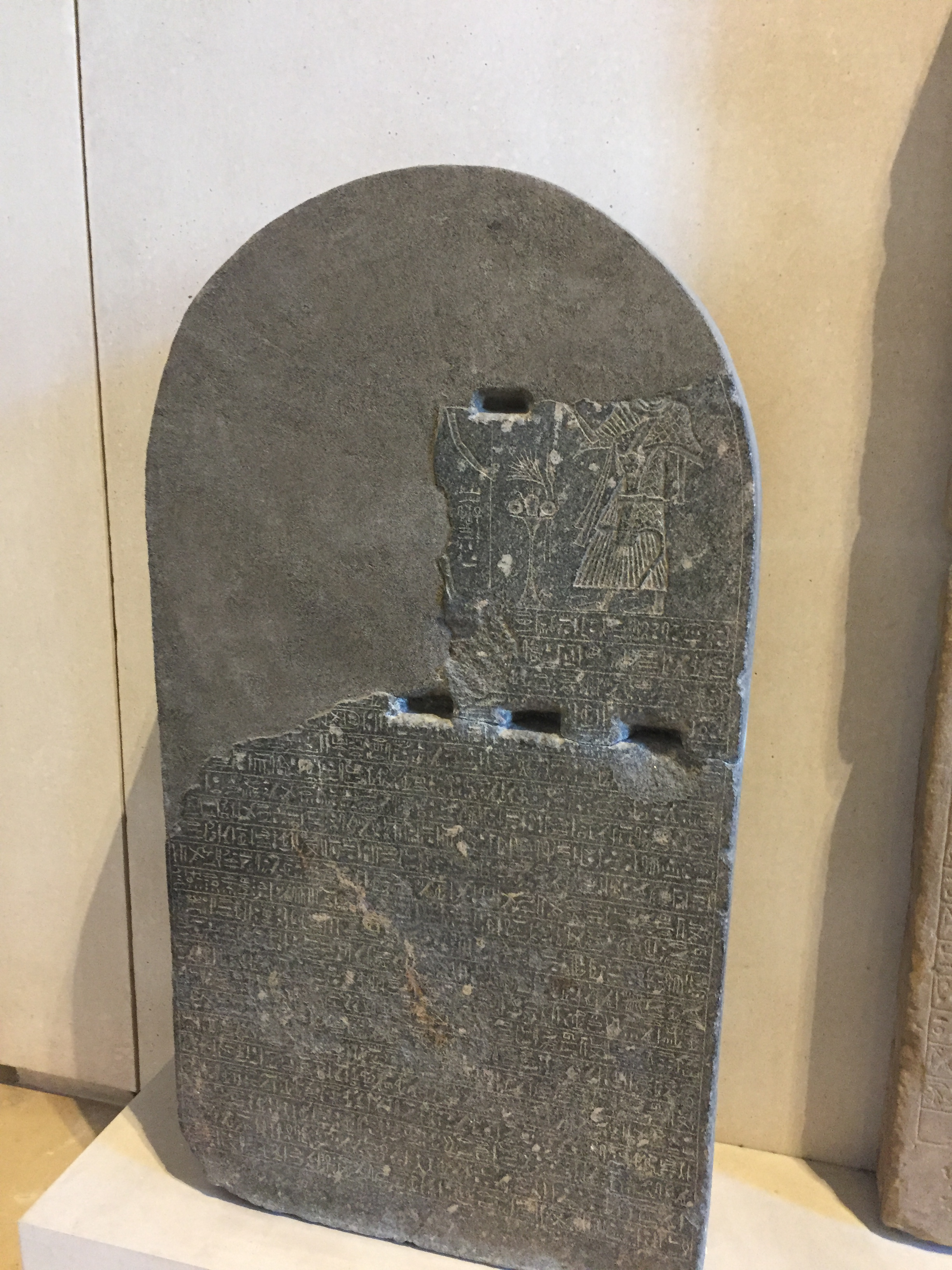
Estela del Desterrament de Menkheperre, o estela de Maunier. Museu del Louvre.

Va ser pare de faraons.

## Biografia
El germà gran de Menkheperre, Masaharta, va succeir al seu pare Pinedjem I com a Summe Sacerdot. El va seguir en el càrrec un altre germà, Djedkhonsuefankh, després de la mort del qual l'any 25 del regnat de Esmendes I Menkheperre es va convertir en Summe Sacerdot. Amb el seu germanastre gran Psusennes I governant a Tanis com a faraó, els poders tant de Menkheperre com els de Masaharta s'haurien d'haver vist reduïts; Menkheperre va prendre com a nom de tron el títol de "Primer profeta d'Amon", tal com ho havia fet el seu besavi Herihor, potser com a indicador de la disminució d'atribucions, tot i que va mantenir el cartutx al seu nom a diferència dels seus successors al temple.
Menkheperre es va casar amb la seva neboda Isetemkheb, filla del seu germà Psusennes I i de la seva esposa Uiai, amb qui va tenir la següent descendència coneguda:
- Esmendes II, també anomenat Nesbanebdjed II, que el va seguir com a Summe Sacerdot el 992 aC.
- Henuttaui C, esposa d'Esmendes II i Cantant d'Amon. S'esmenta al 10è piló del temple de Karnak. Va ser enterrada a la tomba de Deir el-Bahari MMA60 i els seus sarcòfags es troben avui en dia a Boston i Nova York. Va tenir una filla anomenada Isetemkheb.
- Pinedjem II, Summe Sacerdot després de la mort del seu germà. Es va casar amb la seva germana Isetemkheb i va ser pare del faraó Psusennes II.
- Isetemkheb D, esposa de Pinedjem II.
- Hori, sacerdot d'Amon i Set. La seva mòmia i els seus taüts es van trobar a Bab el-Gasus (Deir el-Bahari) i ara es troben al Caire.
- Meritamon, Cantant d'Amon. Va ser enterrada a Bab el-Gasus sota el pontificat de Psusennes II. Els seus sarcòfags són al Caire.
- Gautseixen, Cantant de Menthu. Va ser enterrada a Bab el-Gasus, els seus sarcòfags i papirs es troben avui al Caire. Estava casada amb Tjanefer, tercer profeta d'Amon. Els seus fills, Pinedjem i Menkheperre es van convertir en el tercer i quart profeta d'Amon, respectivament.
- Psusennes, sacerdot de Min, Horus i Isis a Coptos, conegut per una estela que hi ha al Museu Britànic.[4]